# Roger Vilà Padró
Roger Vilà Padró (Sentmenat, Vallès Occidental, 5 de juny de 1968) és un escriptor i filòleg català. Llicenciat en filologia catalana per la Universitat de Barcelona, treballa de tècnic de normalització lingüística al Servei de Català de la Selva i Santa Coloma de Farners (CPNL).
Tot i que mai no ha deixat d'escriure, no és fins a l'any 2013 que publica la seva primera obra, la novel·la Marges, fruit d'un llarg procés d'elaboració. Anteriorment, havia publicat alguns poemes de manera esparsa i el relat «Sant Ofici», recollit l'any 2000 dins el volum Relats on line. Després de l'aparició de la novel·la, ha publicat tres reculls de poemes: Tot esperant la riuada (2015), El pes (2017) i L'infern (2021).
Àlex Susanna va dir en un article a El Punt Avui que «Marges pot ser vista com la gran novel·la del Montsant, de tant com el territori –amb tota la seva orografia abassegadora– s'hi ha inscrit i l'ha modelat, però alhora com una gran novel·la sobre l'acte d'escriure i les dificultats que l'assetgen».
A més d'escriure, ha pres part en nombroses activitats culturals. A principis dels noranta va ser director i redactor de la Revista de Sentmenat. Posteriorment, va col·laborar amb la revista Ressò, de Santa Coloma de Farners, vila on va ser un dels fundadors del cicle Paraules Nocturnes. Des del 2016 és un dels responsables del blog de crítica literària L'Acció Paral·lela.

## Obres[calcitació]

### Novel·la
- 2013 Marges. Editorial Barcino.

### Poesia
- 2015 Tot esperant la riuada. Editorial 3i4.
- 2017 El pes. Godall Edicions.
- 2021 L'infern. Godall Edicions.

### Estudis literaris
- 2007 “La Musa vigatana” de Marià Torrent i Vinyas. Vitel·la edicions.